# Karl Jansen
Karl Jansen   (Eickel, 28 de maig de 1908 - Essen, 14 de novembre de 1961) fou un aixecador alemany que va competir durant les dècades de 1930 i 1940.
El 1936 va prendre part en els Jocs Olímpics de Berlín, on guanyà la medalla de bronze en la competició del pes lleuger del programa d'halterofília.
En el seu palmarès també destaca una medalla de bronze al Campionat del Món d'halterofília de 1937, 9 campionats nacionals i el campionat d'Europa de 1935.